# 変形 (X-ファイルのエピソード)
「変形」（原題:Shapes）は『X-ファイル』のシーズン1第19話で、1994年4月1日にFOXが初めて放送した。
後述するが、本エピソードに登場するマニトウは実際のネイティブ・アメリカンの神話・伝承に登場するマニトウとはかけ離れたものになっているとの批判がある。

## スタッフ
- 監督：デヴィッド・ナッター
- 脚本：マリリン・オズボーン

## キャスト

### レギュラー
- デイヴィッド・ドゥカヴニー - フォックス・モルダー特別捜査官
- ジリアン・アンダーソン - ダナ・スカリー特別捜査官

### ゲスト
- タイ・ミラー - ライル・パーカー
- マイケル・ホース - チャールズ・ツカニー保安官
- ドネリー・ローズ - ジム・パーカー
- ジミー・ハーマン - イッシュ

## ストーリー
モンタナ州ブロウニング。農場を営むジム・パーカーがネイティブ・アメリカンの男性を殺害する事件が起きた。モルダーとスカリーはその事件を捜査するために現地へ赴く。モンタナ州に到着すると、モルダーはスカリーにブロウニングでは40年前にも同様の事件が発生しており、その事件をジョン・エドガー・フーヴァー自ら捜査し、FBIのX-ファイル第1号としたという事実を明かす。パーカーは獣に襲われたと主張していたが、現地の警察の見立ては「パーカーが土地の所有権をめぐって男性と口論になった結果、怒りのあまり銃で撃ってしまった。」というものであった。しかし、パーカーの息子のライルは獣に引っかかれたような傷をつけられており、パーカーの言い分も無視できないのが事実であった。
殺害現場を調べると、スカリーは被害者が至近距離から撃たれていることに気が付く。もしそうならば、被害者を獣と間違えることはありえないはずである。一方、モルダーは現場に人間のものだか獣のものだかはっきりしない足跡が残されていることに気が付く。モルダーはその足跡を獣人のものであると結論付ける。スカリーは獣人説を却下するが、人間の皮膚片が現場に落ちているのを発見する。その皮膚片は普通にはがれたとは考えられないほどの大きさであった。スカリーは死体を調べたが、皮膚片がはがれた形跡はなかった。
1973年のウーンデッド・ニー占拠事件でFBIとネイティブ・アメリカンが対立したこともあって、モルダーとスカリーはネイティブ・アメリカンの住人からの聞き取り調査に苦労することになった。被害者の妹、グウェンもまた非協力的だった。ネイティヴ・アメリカンたちは伝承を怖れているようでもあった。こうした状況下にも拘らず、モルダーとスカリーは地元のチャールズ・ツカニー保安官の協力を得ることができた。保安官の尽力で死体の簡易検査を行うことはできたが、解剖の許可までは下りなかった。2人は被害者の犬歯が異様に長いことに気が付く。それはまるで、狼の牙のようであった。また、ライルが負ったような傷跡も見つかった。
被害者の死体は伝統的な作法に則って荼毘に付された。その儀式にはモルダーとスカリーも立ち会ったモルダーはスカリーに「今回の事件と40年前にフーヴァーが捜査した事件の犯人は獣人なのではないか」という仮説を話した。スカリーはそれを受け入れず、犯人は自分を狼か何かだと思い込んでいる精神異常者ではないかと考える。その頃、パーカーは自宅で見たこともない獣に八つ裂きにされた。息子のライルは数百ヤード離れた場所で裸のまま意識を失っている状態で発見された。
地元の部族の長老の一人であるイッシュはモルダーにマニトウの伝説を聞かせる。マニトウは人間にとりつくことができ、取りつかれた人間が別の人間を噛むことで、その噛まれた相手に乗り移る生き物なのだという。イッシュは若い頃、マニトウを見たことがあった。しかし、マニトウと戦おうにも怖くて動けなかったという。マニトウが新しい宿主に乗り移るのは8年に1回のことであり、前回の乗り移りからもう8年以上が経っているという。
ライルを調査したところ、彼の胃の中から父親の組織が検出された。その頃、スカリーはライルを病院から自宅に送り届けている最中であった。ライルに関する一報を聞いたモルダーとツカニー保安官はパーカーの農場に急行する。ライルはすでに獣と化し、屋根裏からスカリーを襲撃するチャンスをうかがっていた。物陰から何かが自分に向かって突進してくるのを見たスカリーは、それに向かって発砲した。スカリーはパーカーのペットが脱走して自分に向かってきたと思ったのである。家の外では、モルダーとツカニー保安官がペットが檻にいるのを確認していた。3人はスカリーが撃ったのが獣人と化したライルであったことを確認する。2人が街を離れるとき、グウェンが失踪したことを知る。別れ際、イッシュはモルダーに「8年後にまた会うことになりそうだ」と意味深なことを言う。

## 製作
本エピソードは、FOX側の「伝統的なモンスターを登場させたエピソードを作るべきだ」という意見を受けて製作されたエピソードである。そのために、プロデューサーのジェームズ・ウォンとグレン・モーガンはネイティブ・アメリカンの伝承に登場するマニトウについての資料を読み漁った。1300年近くにわたって語り継がれてきた伝承も『X-ファイル』の中に取り込まなければならないと考えたからである。本エピソードでは、エドガー・フーヴァーが1946年に手掛けたX-ファイル第1号についても言及されている。また、シーズン1第13話「海の彼方に」で取り扱われたスカリーの父親の死が、本エピソードでも参照されている。
本エピソードの大半がブリティッシュコロンビア州のメイプルリッジとピットメドウズにあるボーダータウンで撮影された。ボーダータウンは映画の撮影用に昔ながらの様式の建物が建てられた地区で、第一助監督のトム・ブレイドウッドの自宅から車で10分ほどの距離にある場所である。ボーダータウンの地面は砂利で覆われていたのだが、大雨のために地面がぬかるみ、機材の搬入が困難になった。火葬のシーンの撮影では、照明器具は使用されず、篝火の明かりを用いて撮影を行った。デヴィッド・ナッターは儀式の際のエキストラを動員するにあたって、バンクーバー在住のネイティヴ・アメリカンたちとミーティングを行った。
本エピソードは『X-ファイル』シリーズにおいて、初めてネイティブ・アメリカンの神話・伝承を題材とした作品でもある。シーズン2最終話「アナサジ」以降においては、ミソロジーとナバホ族が密接に結び付くことになる。
なお、ラストシーンで「8年後にまた会うことになりそうだ。」というセリフがあるが、本作から8年後に当たるシーズン9において続編的なエピソードが作られることはなかった。

## 評価
1994年4月1日、FOXは本エピソードを初めてアメリカで放映し、1150万人（720万世帯）が視聴した。
『エンターテインメント・ウィークリー』は、本エピソードにD+評価を下し、「獣人を題材にしたプロット自体が実にありふれている。」「内容がない」と批判している。『A.V.クラブ』のザック・ハンドルンは「最後まで先が読めるプロットだ。」「オリジナリティに欠ける。また、伝統の枠からもはみ出てしまっている。」「ただし、ゲスト俳優たち、特にマイケル・ホースの演技は見事だった。」と述べている。『デン・オブ・ギーク』のマット・ハイは「「変形」は王道的で、やや退屈な狼男と刑事の物語だと言える。視覚効果と雰囲気を見れば、エンディングはとても良いものであったことが分かる。」と述べている。
サラ・ジョーンズとロベルタ・パーソンは「渋々ポリティカル・コレクトネスに従ったために、うわべだけネイティブ・アメリカン風を装った獣人物語のように見える」と本エピソードを批判する一方で、「ネイティブ・アメリカンを野蛮人として描き出さなかったことは賞賛すべきである」と述べている。ジェーン・ゴールドマンはその著書『The X-Files Book of the Unexplained』において、「「変形」ではネイティブ・アメリカンの神話が誤った形で描写されている。人間に襲い掛かるような獣をマニトウと呼ぶのは、チャールズ・マンソンを神と呼ぶような行為だ。」と厳しく批判している。

## 余談
1996年、エレン・スタイバーが本エピソードをヤングアダルト小説に翻案してハーパーコリンズから出版した。